# Астрагал щельный
Астрагал щельный (лат. Astragalus fissuralis) — вид деревянистых растений рода Астрагал (Astragalus) семейства Бобовые (Fabaceae).

## Ботаническое описание
Кустарничек, прижато, серебристо опушенный. Стебли тонкие, ветвистые, 8—10 см высотой. Листья непарноперистые, 1,5—3 см длиной, черешки до 4 см длиной; листочки 2—4-парные, овальные или продолговато-обратнояйцевидные, тупые; нижние прилистники сросшиеся, яйцевидно-треугольные, верхние — продолговато-яйцевидные.
Цветоносы 1,5—3 см длиной, 1—3-цветковые, с зонтиковидно сближенными цветками; прицветники продолговато-ланцетные; чашечка трубчатая, зубцы линейные; венчик мотылькового типа, фиолетовый, пурпуровый или жёлтый, 20—22 мм длиной. Бобы сидячие, линейные, косо вверх торчащие, двугнёздные, с боков немного сжатые, 15—25 мм длиной, 3 мм шириной. Цветение в июне—июле.

## Экология
Ксерофит, кальцефил, растёт в трещинах известняковых скал и среди камней в среднем горном поясе на высоте 1000—1800 м.

## Охрана
Редкий вид, включён в Красную книгу России и Дагестана: узколокальный эндемик Дагестана, в котором известны около 10 местонахождений (Акушинский, Ахвахский, Ботлихский, Гергебильский, Гунибский и Левашинский районы), содержащих не более 5000 экземпляров.